# Oborniki Wielkopolskie (stacja kolejowa)
Oborniki Wielkopolskie – stacja kolejowa w Obornikach, w województwie wielkopolskim, w Polsce, leżąca na linii kolejowej nr 354 Poznań POD – Piła Główna. Według klasyfikacji PKP ma kategorię dworca regionalnego.

## Ruch pasażerski
| Rok  | Wymiana pasażerska na dobę |
| ---- | -------------------------- |
| 2017 | 50-99                      |
| 2022 | 150-199                    |